# Blanche-Église
Blanche-Église és un municipi francès, situat al departament del Mosel·la i a la regió del Gran Est. L'any 2007 tenia 134 habitants.

## Demografia

### Població
El 2007 la població de fet de Blanche-Église era de 134 persones. Hi havia 44 famílies, de les quals 4 eren unipersonals (4 dones vivint soles i 4 dones vivint soles), 12 parelles sense fills, 24 parelles amb fills i 4 famílies monoparentals amb fills.
La població ha evolucionat segons el següent gràfic:
Habitants censats

### Habitatges
El 2007 hi havia 50 habitatges, 46 eren l'habitatge principal de la família, 3 eren segones residències i 1 estava desocupat. 47 eren cases i 3 eren apartaments. Dels 46 habitatges principals, 39 estaven ocupats pels seus propietaris i 7 estaven llogats i ocupats pels llogaters; 8 tenien quatre cambres i 38 en tenien cinc o més. 39 habitatges disposaven pel capbaix d'una plaça de pàrquing. A 18 habitatges hi havia un automòbil i a 27 n'hi havia dos o més.

### Piràmide de població
La piràmide de població per edats i sexe el 2009 era:
| Homes | Edats   | Dones |
| ----- | ------- | ----- |
| 0     | 95 o +  | 0     |
| 0     | 90 a 94 | 0     |
| 0     | 85 a 89 | 0     |
| 0     | 80 a 84 | 0     |
| 0     | 75 a 79 | 4     |
| 0     | 70 a 74 | 0     |
| 4     | 65 a 69 | 0     |
| 0     | 60 a 64 | 4     |
| 0     | 55 a 59 | 4     |
| 8     | 50 a 54 | 8     |
| 8     | 45 a 49 | 0     |
| 4     | 40 a 44 | 12    |
| 4     | 35 a 39 | 8     |
| 4     | 30 a 34 | 4     |
| 4     | 25 a 29 | 0     |
| 0     | 20 a 24 | 0     |
| 8     | 15 a 19 | 4     |
| 16    | 10 a 14 | 8     |
| 12    | 5 a 9   | 0     |
| 4     | 0 a 4   | 0     |

## Economia
El 2007 la població en edat de treballar era de 82 persones, 57 eren actives i 25 eren inactives. De les 57 persones actives 54 estaven ocupades (30 homes i 24 dones) i 3 estaven aturades (3 homes). De les 25 persones inactives 10 estaven jubilades, 6 estaven estudiant i 9 estaven classificades com a «altres inactius».
Activitats econòmiques
L'únic establiment que hi havia el 2007 era d'una empresa de fabricació d'altres productes industrials.
L'any 2000 a Blanche-Église hi havia 6 explotacions agrícoles.

## Poblacions més properes
El següent diagrama mostra les poblacions més properes.